# Пнево (Грифінський повіт)
Пнево (пол. Pniewo) — село в Польщі, у гміні Ґрифіно Грифінського повіту Західнопоморського воєводства.
Населення — 1098 осіб (2011).
У 1975-1998 роках село належало до Щецинського воєводства.

## Демографія
Демографічна структура станом на 31 березня 2011 року:
|          | Загалом | Допрацездатний вік | Працездатний вік | Постпрацездатний вік |
| -------- | ------- | ------------------ | ---------------- | -------------------- |
| Чоловіки | 558     | 102                | 420              | 36                   |
| Жінки    | 540     | 94                 | 362              | 84                   |
| Разом    | 1098    | 196                | 782              | 120                  |